# Вазірабад (Урмія)
Вазірабад (перс. وزيراباد) — село в Ірані, входить до складу дехестану Бакешлучай у Центральному бахші шахрестану Урмія провінції Західний Азербайджан.